# Donald A. Lentz
Donald A. Lentz (Brookings, 1908 – Lincoln, 1987) was een Amerikaans componist, muziekpedagoog, Ethnomusicoloog, dirigent en fluitist.

## Levensloop
Lentz studeerde muziek aan de Universiteit van South Dakota in Vermillion en behaald aldaar zowel zijn Bachelor of Arts. Zijn Master of Arts behaalde hij aan dezelfde universiteit met de dissertation: An analytical study of the symphonic works of César Franck (1822-1890). Als fluitist en bespeler van de piccolo was hij verbonden aan het New York Symphony Orchestra, de Barrere Little Symphony en aan de John Philip Sousa Marching Band. 
In 1937 werd hij dirigent van de harmonieorkesten en docent voor houtblaasinstrumenten aan de Universiteit van Nebraska-Lincoln in Lincoln. Tot 1973 dirigeerde hij de harmonieorkesten aan deze instelling. In 1952 kreeg hij een studiebeurs van de Ford Foundation om onderzoek te doen van de Indische muziek. Daarmee verbonden was zijn eerste van later tien ontdekkingsreizen. Hij begon al tijdens zijn eerste reis, samen met zijn echtgenote Velma Lentz, Aziatische artefacten en speciale (buitengewone) muziekinstrumenten - aanvankelijk vanuit Tibet, China, Myanmar en later ook vanuit andere Aziatische landen - te verzamelen. Deze omvangrijke verzameling bracht het echtpaar in 1986 in vorm van een stichting in het Lentz Center for Asian Culture aan de Universiteit van Nebraska-Lincoln in. Mevrouw Lentz was van beroep een opgeleide pianiste. 
Professor Lentz verwierf ook internationale bekendheid voor zijn boeken over tonale systeem van het Hindoeïsme alsook de Gamelan muziek van Java en Bali. Hij introduceerde ook instrumentencursussen voor instrumenten vanuit het verre Oosten aan de Universiteit van Nebraska-Lincoln. 
Als componist schreef hij werken voor verschillende genres. Hij was lid van de Nebraska State Bandmasters Association en behoorde een bepaalde tijd tot het bestuur. De Nebraska State Bandmasters Association stelt al geruime tijd als hoogste onderscheiding een Donald A. Lentz Outstanding Bandmaster Award aan dirigenten uit. 

## Composities

### Werken voor harmonieorkest
- 1952 Bakonian Legend
- 1956 Pantomime

### Kamermuziek
- 1952 Sonance, voor dwarsfluit en piano

### Pedagogische werken
- 1941-1942 Lentz method for bassoon (Methode voor fagot)

## Publicaties
- (Riview of) Musical Instruments in Tibetan Legend and Folklore, in: Ethnomusicology, vol. 28 nr. 3 (Sep., 1984): pp. 573-574
- (Review of) Musica Asiatica 3, in: Ethnomusicology, vol. 26 nr. 3 (Sep., 1982): pp. 480-482
- (Review of) A First Introduction to Javanese Gamelan Music, in: Ethnomusicology, vol. 25 nr. 2 (May, 1981): pp. 340-341
- samen met Walter R. Olsen: Gleanings from the First Century of Nebraska Bands 1867-1967 - Programs, Pictures, and some Recollections, Lincoln, Nebraska, Word Services & Pied Publications Publishing Company, 1979. 103 p., ISBN 978-0-918-62612-7
- samen met Walter R. Olsen: Bands of Nebraska, 86 p.
- samen met Mantle Hood: The Gamelan Music of Java and Bali, in: Music Educators Journal, vol. 53 nr. 1 (196609)
- Gamelan Music of Java and Bali: An Artistic Anomaly Complementary to Primary Tonal Theoretical Systems, University of Nebraska Press, Dezember 1965. 66 p., ISBN 978-0-803-20103-3
- Tones and Intervals of Hindu Classical Music, A Discussion And Comparison For The Western Musician Of The Basic Tones And Intervals Of The Hindu Classical Music, University Of Nebraska Studies, No. 24, January 1961. ISBN 978-1-258-58699-7
- samen met Robert E. Stepp: The clarinet, deel 1 van de 5 filmsequenties over houtblaasinstrumenten, in de gediscuteerd wordt over de constructie van delen van de clarinet, de instandhouding, speelposities, embouchure, fingerposities, klank en ademhaling. Lincoln, Nebraska: Bureau of Audio-Visual Instruction, University of Nebraska, 1949.
- samen met Robert E. Stepp: Fundamentals of woodwind instruments, 5 filmsequenties (deel 1 = The clarinet; deel 2 = The flute; deel 3 = The Bassoon; deel 4 = The saxophone; deel 5 = The oboe), Lincoln, Nebraska: Bureau of Audio-Visual Instruction, University of Nebraska ; in collaboration with the University of Nebraska Department of music. 1949.
- Transposition by CLEF: a Complete Anaylis of the Functions of the Various Clefs to Facilitate All Forms of Transposition for the Advanced Student of Orchestration, Composition, Conducting, and Instrumental Playing, Paul A. Schmidt Music Company, 1949. 27 p.